# 馬坎達 (伊利諾伊州)
馬坎達（英語：Makanda）是位於美國伊利諾伊州傑克遜縣的一個村落。

## 地理
馬坎達的座標為37°37′05″N 89°13′46″W / 37.61806°N 89.22944°W，而該地最高點為海拔高度210米（即689英尺）。

## 人口
根據2010年美國人口普查的數據，馬坎達的面積為13.82平方千米，當中陸地面積為13.69平方千米，而水域面積為0.13平方千米。當地共有人口561人，而人口密度為每平方千米40人。